# Útok na Bílý dům
Útok na Bílý dům (v anglickém originále White House Down) je americký film režiséra Rolanda Emmericha, jehož americká premiéra byla 28. června 2013. Scénář k filmu napsali James Vanderbilt a Sheldon Turner podle knihy Hell at the White House spisovatele Richarda Mathesona. Hlavní roli policisty Johna Calea ve filmu hraje Channing Tatum a v ostatních rolích se představí například Jamie Foxx, Richard Jenkins nebo Maggie Gyllenhaal.

## Obsazení
| Channing Tatum    | John Cale            |
| Jamie Foxx        | James William Sawyer |
| Joey King         | Emily Cale           |
| Maggie Gyllenhaal | Carol Finnerty       |
| Jason Clarke      | Emil Stenz           |
| Richard Jenkins   | Eli Raphelson        |
| James Woods       | Martin Walker        |
| Nicolas Wright    | Donnie Donaldson     |
| Jimmi Simpson     | Skip Tyler           |
| Michael Murphy    | Alvin Hammond        |
| Rachelle Lefevre  | Melanie              |
| Lance Reddick     | General Caulfield    |
| Matt Craven       | Kellerman            |
| Jake Weber        | Ted Hope             |
| Peter Jacobson    | Wallace              |
| Barbara Williams  | Muriel Walker        |
| Kevin Rankin      | Carl Killick         |
| Anthony Lemke     | Hutton               |
| Vincent Leclerc   | Ryan Todd            |
| Garcelle Beauvais | Alison Sawyer        |
| Kyle Gatehouse    | Conrad Cern          |
| Falk Hentschel    | Motts                |